# Fabrizio Pucci
Fabrizio Pucci (Roma, 1º gennaio 1957) è un attore, doppiatore, direttore del doppiaggio, dialoghista e regista teatrale italiano.
Come doppiatore è divenuto particolarmente noto per il ruolo di Wolverine, interpretato da Hugh Jackman nella serie di film X-Men e nel Marvel Cinematic Universe e per quello di BoJack Horseman nell'omonima serie animata.

## Biografia
È nato a Roma il 1º gennaio 1957. Una volta concluso il liceo ha frequentato il DAMS di Bologna e si è diplomato alla scuola di recitazione di Alessandro Fersen, per poi entrare a far parte della compagnia Teatroggi, finendo per vivere alcune esperienze come attore cinematografico e televisivo. Nei primi anni ottanta, mentre lavora al varietà radiofonico Radio anch'io della Rai, le sue qualità vocali e interpretative vengono notate da Silvia Monelli, che in breve tempo lo fa esordire anche nel settore del doppiaggio.
È il doppiatore ufficiale di Hugh Jackman, nonché la voce italiana di Brendan Fraser ed Eric Roberts nella maggior parte delle loro interpretazioni cinematografiche, oltre che del protagonista della serie animata BoJack Horseman; sua è anche la voce di diversi personaggi de I Simpson e di alcune serie animate Marvel, Garfield nel primo doppiaggio della serie a cartoni e Joe il Condor in Gatchaman - La battaglia dei pianeti.
Tra gli altri attori doppiati figurano Jon Hamm, Josh Brolin, Russell Crowe e Dolph Lundgren; doppia inoltre Christopher Eccleston nella serie TV Doctor Who, Chris Potter e Robert Gant in Queer as Folk, Billy Bob Thornton in Fargo, Jeff Goldblum nel ruolo del Detective Zachary Nicols nell'ottava e nona stagione di Law & Order: Criminal Intent e Jimmy Smits in quello di Miguel Prado nella serie TV Dexter; nel 2008 ha sostituito Claudio Capone, dopo la sua prematura scomparsa, nel doppiaggio di Ronn Moss in Beautiful e l'anno successivo è subentrato a Luca Ward nel doppiaggio di Alexander Mahone, personaggio di Prison Break interpretato da William Fichtner. È voce di numerosi trailer distribuiti in Italia da Universal Pictures e ha diretto il doppiaggio di molte serie televisive della Marvel.
Nel 2007, dopo Skinheads e  A Beautiful Mind, torna a doppiare Russell Crowe nel film American Gangster, nel 2009 State of Play, e nel 2010 Robin Hood di Ridley Scott, cosa che si ripete nel 2014 per il film Noah di Darren Aronofsky.
Nel 2012 doppia Richard Armitage nella parte di Thorin Scudodiquercia nel film Lo Hobbit - Un viaggio inaspettato, cosa che provvederà a fare anche nei seguiti Lo Hobbit - La desolazione di Smaug e Lo Hobbit - La battaglia delle cinque armate; nello stesso anno dà la voce al personaggio di William Miles, padre del protagonista Desmond, nel videogioco Assassin's Creed III.
Nel 2015 recita nello spettacolo teatrale Didone, da lui stesso diretto e scritto da Giuseppe Manfridi, interpretando i ruoli principali insieme alla moglie Marina Guadagno; nel 2018 la medesima compagine mette in scena scena lo spettacolo Ti amo, Maria! e l'anno successivo va in scena Elena, tratto da testi del poeta greco Ghiannis Ritsos, in cui Pucci dirige la sola Marina Guadagno.

## Vita privata
È stato sposato con la doppiatrice e attrice Giuppy Izzo, dalla quale ha avuto una figlia, Nike, anch'ella doppiatrice. Ha una seconda figlia, Ginevra, doppiatrice anche lei. È sposato con l'attrice e doppiatrice Marina Guadagno.

## Teatro

### Attore
- Chi crede il popolo io sia, regia di Leone Mancini (1974)
- L'abbraccio, regia di Pier Carpi (1975)
- Il viaggio di Marta, testo e regia di Anna Bruno (1977-1978)
- Il diavolo e il buon Dio di Jean-Paul Sartre, regia di Aldo Trionfo (1977)
- La dodicesima notte di William Shakespeare, regia di Aldo Trionfo (1977)
- Il galantuomo per transazione di Giovanni Giraud, regia di Mario Scaccia (1978)
- Trilussa bazaar di Ghigo De Chiara, regia di Nino Mangano (1978)
- Marat-Sade di Peter Weiss, regia di Bruno Cirino (1979)
- La bisbetica domata di William Shakespeare, regia di Fabrizio Pucci (1979)
- Tamburi nella notte di Bertold Brecht, regia di Roberto Guicciardini (1980)
- Il caso della signora K, regia di Fabrizio Pucci (1980)
- Lorca, regia di Fabrizio Pucci (1980)
- Nozze di sangue di Federico García Lorca, regia di Mariano Rigillo (1981)
- Rosa Delly, regia di Ugo Gregoretti (1981)
- La vittima, regia di Enzo Siciliano (1981)
- La gloria, regia di Marco Gagliardo (1982)
- Il ferro, regia di Nino Mangano (1982)
- Pranzo di famiglia, regia di Tinto Brass (1983)
- Gioventù malata di Ferdinand Bruckner, regia di L. Cicero (1983)
- Tutta un'altra commedia, regia di Pippo Franco (1984)
- Il grande statista, regia di Sandro Sequi (1985)
- Raccontare Nannarella, regia di Franco Però e Aldo Trionfo (1986)
- La Zaide di Napoli, di Francesco Cerlone, regia di Armando Pugliese (1987)
- Viktor Viktoria, regia di Tullio Pecora (1987)
- Boeing Boeing di Marc Camoletti, regia di Fabrizio Pucci (1987)
- My Fair Lady, adattamento e regia di Alessandro Serafini e Fabrizio Pucci (2013)
- Didone di Giuseppe Manfridi, regia di Fabrizio Pucci (2015)
- Ti amo, Maria! di Giuseppe Manfridi, regia di Fabrizio Pucci (2018)[4]

### Regista
- La bisbetica domata (1979)
- Il caso della signora K (1980)
- Lorca (1980)
- Boeing Boeing (1987)
- My Fair Lady, co-diretto con Alessandro Serafini (2013)
- Didone (2015)
- Ti amo, Maria! (2018)
- Elena di Ghiannis Ritsos (2019)

## Filmografia

### Cinema
- L'onorevole con l'amante sotto il letto, regia di Mariano Laurenti (1981)
- La monaca di Monza, regia di Luciano Odorisio (1986)
- Mosca addio, regia di Mauro Bolognini (1987)
- Camere da letto, regia di Simona Izzo (1997)

### Televisione
- L'isola del tesoro - miniserie TV, regia di Antonio Margheriti (1987)
- Caro maestro - serie TV, regia di Rossella Izzo (1996)
- Una donna per amico - serie TV, episodio 1x03, regia di Rossella Izzo (1998)
- Attenti a quei tre - serie TV, regia di Rossella Izzo (2004)
- CentoVetrine - soap opera, regia di vari (2009)

### Prosa televisiva Rai
- Trilussa bazaar di Ghigo De Chiara, regia di Nino Mangano e Andrea Camilleri, trasmessa il 23 gennaio 1981.
- Il galantuomo per transazione di Giovanni Giraud, regia di Mario Scaccia e Andrea Camilleri, trasmessa il 26 gennaio 1981.

## Radio

### Varietà
- Voi ed io (Rai Radio 1, 1981)
- Radio anch'io (Rai Radio 2, 1982-83)
- Spettacolo (Rai Radio 2, 1984)
- Goldha Mheir (Rai Radio 2, 1984)
- RadioUno Jazz (Rai Radio 1, 1981-90)
- Salotto Radiofonico (Radio Luna, 1985)

### Sceneggiati
- Tenente Hans Kiepe in Mata Hari, regia di Arturo Villone (Rai Radio 2, 2003)
- Commissario Granger in Dylan Dog: L'uccisore di streghe, dal fumetto di Pasquale Ruju, sceneggiatura e regia di Armando Traverso (Rai Radio 2, 2004)

## Doppiaggio

### Film
- Hugh Jackman in X-Men, Kate & Leopold, X-Men 2, Van Helsing, Stories of Lost Souls, X-Men - Conflitto finale, The Fountain - L'albero della vita, X-Men le origini - Wolverine, X-Men - L'inizio, Real Steel, Les Misérables, Wolverine - L'immortale, Comic Movie, Prisoners, X-Men - Giorni di un futuro passato, Notte al museo - Il segreto del faraone, Humandroid, Pan - Viaggio sull'isola che non c'è, Quel fantastico peggior anno della mia vita, Eddie the Eagle - Il coraggio della follia, Logan: The Wolverine, The Greatest Showman, The Front Runner - Il vizio del potere, Bad Education, Frammenti dal passato - Reminiscence, The Son, Deadpool & Wolverine
- Brendan Fraser in Sbucato dal passato, La mummia, Dudley Do-Right, Indiavolato, Monkeybone, La mummia - Il ritorno, La mummia - La tomba dell'Imperatore Dragone, Viaggio al centro della Terra, Inkheart - La leggenda di cuore d'inchiostro, G.I. Joe - La nascita dei Cobra, Puzzole alla riscossa, No Sudden Move, The Whale, Killers of the Flower Moon, Brothers
- Jon Hamm in Stolen - Rapiti, A-Team, Le amiche della sposa,  Friends with Kids, Million Dollar Arm, Le spie della porta accanto, Absolutely Fabulous - Il film, Between Two Ferns - Il film, The Report, Maggie Moore(s) - Un omicidio di troppo, Top Gun: Maverick
- Josh Brolin in Gangster Squad, Oldboy, Vizio di forma, Sicario, Ave, Cesare!, Fire Squad - Incubo di fuoco, Soldado, Una vita in fuga, Weapons
- Billy Bob Thornton in Il vincitore, Falso tracciato, Love Actually - L'amore davvero, Bad News Bears - Che botte se incontri gli Orsi, Entourage, All'ultimo voto, A Million Little Pieces, La vetta del diavolo
- Neal McDonough in Street Fighter - La leggenda, Il coraggio di vincere, Traitor - Sospetto tradimento, 1922, Game Over, Man!, Killerrobots, Resident Evil: Welcome to Raccoon City, The Jesuit
- Eric Roberts in  Testimone involontario, Lansky - Un cervello al servizio della mafia, Il cavaliere oscuro, Lovelace, The Condemned - L'ultimo sopravvissuto
- Stanley Tucci in Monkey Shines - Esperimento nel terrore, Doppia anima, Il bacio della morte, L'amante in città, Big Trouble - Una valigia piena di guai, La bella e la bestia
- Russell Crowe in Skinheads, A Beautiful Mind, American Gangster, State of Play, Robin Hood, Noah
- Dolph Lundgren in Il vendicatore, The Last Warrior, Direct Contact, Command Performance, Skin Trade - Merce umana, Un poliziotto all'asilo
- Antonio Banderas in Four Rooms, White River Kid, Knight of Cups, Bullet Head, Panama Papers, Uncharted, Paddington in Perù
- Sean Bean in The Island, North Country - Storia di Josey, Silent Hill, Black Death - ...un viaggio all'inferno, Silent Hill: Revelation 3D
- Gabriel Byrne in Crocevia della morte, I soliti sospetti, Brillantina Boys, Canone inverso - Making Love, Attacco a Leningrado
- Richard Armitage in Lo Hobbit - Un viaggio inaspettato, Lo Hobbit - La desolazione di Smaug, Lo Hobbit - La battaglia delle cinque armate, Brain on Fire, The Lodge
- Sam Neill in Restoration - Il peccato e il castigo, Figli della rivoluzione, Amori e vendette, Dean Spanley
- Jeff Daniels in Ancora più scemo, Mama's Boy, Infamous - Una pessima reputazione, Allegiant
- Jeff Goldblum in Chain of Fools, Mortdecai, Jurassic World - Il regno distrutto, Jurassic World - Il dominio, Asteroid City
- Samuel L. Jackson in Palle in canna, La rivincita del campione, Bastardi senza gloria
- George Harris in Harry Potter e l'Ordine della Fenice, Harry Potter e i Doni della Morte - Parte 1, Harry Potter e i Doni della Morte - Parte 2
- J. K. Simmons in Spider-Man: Far from Home, Spider-Man: No Way Home
- Colin Firth in Valmont, Nanny McPhee - Tata Matilda
- Tom Hardy in Locke, Chi è senza colpa
- Jason Isaacs in Friends with Money, Morto Stalin, se ne fa un altro
- Bill Murray in I morti non muoiono, On the Rocks
- Jared Harris in B. Monkey - Una donna da salvare, Lincoln
- Corey Stoll in The Bourne Legacy, Gold - La grande truffa
- Mickey Rourke in 9 settimane e ½ - La conclusione, Weaponized
- Thomas Kretschmann in Gioco di donna, Non abbiate paura - La vita di Giovanni Paolo II
- Ralph Brown in Alien³, I Love Radio Rock
- Michael Madsen in The Hateful Eight, C'era una volta a... Hollywood
- Kevin Nash in Magic Mike, Magic Mike XXL, Magic Mike - The Last Dance
- Holt McCallany in Mission: Impossible - The Final Reckoning
- Sandy Fletcher e Kenya Barris in You People[11]
- Jason Statham in Lock & Stock - Pazzi scatenati
- Jeremy Northam in Mimic
- Jimmy Smits in Mother and Child
- James Caviezel in Outlander - L'ultimo vichingo
- Tom Hanks in Era mio padre
- Daniel Craig in Millennium - Uomini che odiano le donne
- Gerard Butler in The Vanishing - Il mistero del faro
- George Clooney in Dal tramonto all'alba
- Jason Clarke in Terminator Genisys
- Tchéky Karyo in Kiss of the Dragon
- Tim Blake Nelson ne La ballata di Buster Scruggs
- Hugh Grant in Un'avventura terribilmente complicata
- Kevin Kline in Tempesta di ghiaccio
- Ioan Gruffudd in Amazing Grace
- Craig Bierko in Scary Movie 4
- Julian McMahon in Red
- Tadanobu Asano in Mongol
- Lee Jung-jae in The Housemaid
- Bill Paxton in Soldi sporchi
- Andy García in Beverly Hills Chihuahua
- Eddie Griffin in Scary Movie 3 - Una risata vi seppellirà
- David Byrne in This Must Be the Place
- Joel Stoffer in Indiana Jones e il regno del teschio di cristallo
- Nathaniel Parker in La casa dei fantasmi
- Stephen Spinella in Milk
- Angus Macfadyen in Saw III - L'enigma senza fine
- Samuli Edelmann in Mission: Impossible - Protocollo fantasma
- Ed O'Neill in Dutch è molto meglio di papà
- Xander Berkeley ne I favolosi Baker
- Lloyd Owen in Miss Potter
- Michael Jai White in Spawn
- Rufus Sewell in Hercules - Il guerriero
- Wagner Moura in Tropa de Elite - Gli squadroni della morte
- Arbaaz Khan in Dabangg
- Anthony James in Una pallottola spuntata 2½ - L'odore della paura
- Luke Goss in Una notte con il re
- Michael Muldoon in Natale a New York
- Pierce Brosnan in Arsenico e vecchi confetti
- William Katt in Piccola peste s'innamora (seconda versione)
- Tip Tipping in Aliens - Scontro finale
- Stuart Martin in Dampyr
- Peter Bogdanovich in It - Capitolo due
- Dave Bautista in Bussano alla porta
- Norbert Leo Butz ne L'esorcista - Il credente
- Samuel Salary in Imaginary
- Hank Azaria in Una notte al museo 2 - La fuga
- Deon Coetzee in Codice: cacciatore
- Voce narrante in Kill Bill: Volume 1, Kill Bill: Volume 2, Abbasso l'amore, L'amore non va in vacanza, Buona giornata
- Mark Ivanir in Emilia Pérez
- Reed Diamond in Drop - Accetta o rifiuta
- Christopher McDonald in Un tipo imprevedibile 2

### Film d'animazione
- Batman in Superman-Batman: nemici pubblici, Batman: Under the Red Hood, Superman/Batman: Apocalypse
- Napoleone ne La fattoria degli animali (1999)
- Baloo ne Il libro della giungla 2
- Asso in Chicken Little - Amici per le penne
- Pacha ne Le follie di Kronk
- Re Heath ne La principessa sul pisello (2002)
- Grande Principe in Bambi 2 - Bambi e il Grande Principe della foresta
- Keith Arnett in Lupin III - Viaggio nel pericolo
- Gerard Muska Vespaland in Lupin III vs Detective Conan
- Dott. Klaus Vanderheiden in Bee Movie
- Garfield ne I nostri eroi alla riscossa
- Tai Lung in Kung Fu Panda e Kung Fu Panda 4
- Boldo ne Le avventure del topino Despereaux
- Re Cole in Biancaneve e gli 007 nani
- Beta in Up
- Iron Man ne L'invincibile Iron Man
- Luo-Lang in Sword of the Stranger
- Donald Curtis in Porco Rosso
- Steve ne Il figlio di Babbo Natale
- Vitaly in Madagascar 3 - Ricercati in Europa
- Calmoniglio ne Le 5 leggende
- Dottor Strange in Dottor Strange - Il mago supremo
- Scorch Supernova in Fuga dal pianeta Terra
- Justin Pin/Ares in Next Gen
- Robert "Bob" Parr/Mr. Incredibile ne Gli Incredibili 2
- Re Azzurro in C'era una volta il Principe Azzurro
- Yoghi ne L'orso Yoghi
- Sir Lionel Frost in Mister Link
- Marcellus in Arlo il giovane alligatore
- Jeff in Luck
- Wilson in Buffalo Kids

### Serie televisive
- Jimmy Smits in NYPD - New York Police Department, I signori del rum, Dexter, Sons of Anarchy, The Get Down e 24: Legacy
- Jon Hamm in Mad Men, Unbreakable Kimmy Schmidt, Wet Hot American Summer: First Day of Camp, Good Omens e The Morning Show
- Neal McDonough in Medical Investigation, Arrow, The Flash, Legends of Tomorrow, Yellowstone e The 100
- Langley Kirkwood in Banshee - La città del male e One Piece
- James Denton in Codice Matrix, Desperate Housewives, Good Witch, Devious Maids
- Christopher McDonald in Hazzard - I Duke alla riscossa, Harry's Law, The Watcher
- Jason Isaacs in Brotherhood - Legami di sangue, Star Trek: Discovery
- Aidan Quinn in Squadra emergenza, Elementary
- Armando Molina, Jim Garrity, John Ales e Barry Livingston in Bosch
- Lee Reherman in K.C. Agente Segreto (1ª voce, ep. 1.17)
- Scott Cohen e Chris Eigeman in Una mamma per amica
- Chris Potter e Robert Gant in Queer as Folk
- Christopher Eccleston e Iain Glen in Doctor Who[12]
- A Martinez in Santa Barbara (496 episodi, 1984-1992)
- William Fichtner in Prison Break (2ª voce, st.4)
- Billy Bob Thornton in Fargo
- Brendan Fraser in Trust
- Jeff Goldblum in Law & Order: Criminal Intent
- Michael Shannon in Boardwalk Empire - L'impero del crimine
- Eric Roberts in Crash
- Xander Berkeley in The Walking Dead
- Ben Browder in Farscape
- Oded Fehr in Streghe
- Francis Fulton-Smith ne Le indagini di padre Castell
- Ronn Moss in Beautiful
- Jeremy Clarkson in The Grand Tour
- Neil Napier in Helix
- Tomas Arana in Tutti pazzi per amore
- Fabio Martínez Léon in Vis a vis - Il prezzo del riscatto
- Greg Germann in Grey's Anatomy
- Sean Bean in The Frankenstein Chronicles
- Mark Lewis Jones in Baby Reindeer
- Marcelo Subiotto in L'Eternauta

### Serie animate
- Capitan America / Steve Rogers in Super Hero Squad Show, Avengers - I più potenti eroi della Terra, Avengers Assemble, Hulk e gli agenti S.M.A.S.H., Spider-Man, Marvel Super Hero Adventures
- Wolverine, Deathlok, Gorgon, Null, Alto Evoluzionario, Xemnu e Ghost Rider in Hulk e gli agenti S.M.A.S.H.
- Wolverine, Rhino, Dottor Destino, Ben Parker e Wolf Spider in Ultimate Spider-Man
- Troy McClure, Lyle McCarthy, Jacques, Herman e altri personaggi ne I Simpson[13]
- BoJack Horseman e Butterscotch Horseman in BoJack Horseman
- Spawn in Spawn
- Assy McGee in Assy McGee
- Max in Fred il cavernicolo
- Pacha in A scuola con l'imperatore
- Word Paynn in Dragon Booster
- Ida Davis ne I Griffin
- Dewey Novak in Eureka Seven
- John Titor in Steins;Gate
- Pixys Dot in L'attacco dei giganti
- Exaton in Egyxos
- Justin Pearson / Nyx in Lupin III - L'avventura italiana
- Il cobra in Slash
- Dr. Wong ne Il ritorno di Jackie Chan
- Artemius Lucas ne Le straordinarie avventure di Jules Verne
- Bluenote Stinger in Fairy Tail
- Killer Bee (2ª voce) in Naruto: Shippuden
- Dick Daring in The Replacements - Agenzia sostituzioni
- Barda in Deltora Quest
- Thunderbolt Ross in Il vostro amichevole Spider-Man di quartiere
- Stanley Goodman in Mr. Pickles
- Kanjigar Il Coraggioso in Trollhunters - I racconti di Arcadia
- Wade Brody in Disincanto (Seconda stagione)
- Nick Fury in What If...?
- Iron Man in M.O.D.O.K.
- Capitan Planet in Capitan Planet e i Planeteers
- Tito Labieno in Idefix e gli Irriducibili
- Miyamoto Musashi in Onimusha
- R'Qazz / Beast Man in He-Man and the Masters of the Universe
- Go Gunhee in Solo Leveling

### Videogiochi
- Beta in Up (2009)[14]
- Big Sal in Fallout: New Vegas (2010)[15]
- Aragorn ne Il Signore degli Anelli: La guerra del Nord (2011)[16]
- William Miles in Assassin's Creed III (2012)[6]
- Narratore e Bob Parr in Disney Infinity (2013)[17]
- Bob Parr in Kinect Rush: un'avventura Disney-Pixar (2013)[18] e Disney Infinity 3.0 (2015)[19]
- Narratore e Capitan America in Disney Infinity 2.0 (2014)[20] e Disney Infinity 3.0 (2015)[19]
- Ian Malcolm in Jurassic World Evolution (2018)[21]

### Documentari
- Passaggio a Nord Ovest
- Icone del continente Africano
- Wild Canarie
- Wildest Place Wildest Antarctic
- Investigation Alien: indagine sugli UFO

## Riconoscimenti
- 2011: "Leggio d'oro voce telefilm".[22]
- 2017: Festival del doppiaggio "Voci nell'Ombra": dialoghi italiani - Sezione cinema per il film Manchester by the Sea.[23]